# Tổng thống Zambia
Tổng thống Zambia là nguyên thủ quốc gia và người đứng đầu chính phủ Zambia. Chức vụ này được Kenneth Kaunda nắm giữ sau khi nước này độc lập vào năm 1964. Kể từ năm 1991, khi Kenneth Kaunda rời ghế tổng thống, chức vụ này đã được nắm giữ bởi bảy người khác gồm: Frederick Chiluba, Levy Mwanawasa, Rupiah Banda, Michael Sata, Edgar Lungu và tổng thống hiện tại Hakainde Hichilema, người đã  thắng cử trong cuộc bầu cử tổng thống năm 2021. Ngoài ra, quyền tổng thống Guy Scott nắm quyền với cương vị tạm thời sau cái chết của Tổng thống Michael Sata.
Kể từ ngày 31 tháng 8 năm 1991, tổng thống Zambia cũng là người đứng đầu chính phủ, vì vị trí Thủ tướng đã bị bãi bỏ trong những tháng cuối cùng của nhiệm kỳ tổng thống Kaunda sau các cuộc họp với các đảng đối lập.
Tổng thống được bầu với nhiệm kỳ năm năm. Kể từ năm 1991, người giữ chức vụ đã bị hạn chế trong hai nhiệm kỳ liên tiếp.

## Lịch sử

### Bắc Rhodesia
Khi thuộc địa Bắc Rhodesia của Anh tách khỏi sự cai trị của Nam Rhodesia và Công ty Anh Nam Phi, người đứng đầu nhà nước là Quân chủ Anh đại diện tại thuộc địa bởi Thống đốc Bắc Rhodesia, người thực hiện quyền hành pháp với tư cách là người đứng đầu nhà nước và chính phủ. Trong cuộc tổng tuyển cử Bắc Rhodesia năm 1964, chức vụ Thủ tướng của Bắc Rhodesia được thành lập để trở thành người đứng đầu chính phủ trước khi giành độc lập. Vào ngày 19 tháng 5 năm 1964, Bộ trưởng Ngoại giao về Quan hệ Khối thịnh vượng chung Duncan Sandys thông báo rằng miền Bắc Rhodesia sẽ độc lập dưới quyền một Tổng thống. Cuộc bầu cử Tổng thống đầu tiên sẽ được tổ chức bằng cách bỏ phiếu kín giữa các thành viên được bầu của Hội đồng Lập pháp.

### Zambia
Sau khi độc lập và đất nước được đổi tên thành Zambia, Thủ tướng Kenneth Kaunda được bầu làm Tổng thống đầu tiên. Chức vụ Thủ tướng cũng bị bãi bỏ, biến tổng thống thành cơ quan hành pháp. Ban đầu, đất nước sẽ được quản lý theo chế độ dân chủ đa đảng. Tuy nhiên, sau khi Đại hội Dân tộc Phi hợp nhất với Đảng Độc lập Dân tộc Thống nhất (UNIP), Tổng thống Kaunda tuyên bố rằng Hiến pháp của Zambia sẽ được thay đổi để biến đất nước này thành một quốc gia độc đảng vào năm 1973 với UNIP là đảng hợp pháp duy nhất và tất cả các đảng khác sẽ bị cấm. Kaunda tuyên bố điều này được thực hiện để ngăn cản chủ nghĩa bộ lạc. Tuy nhiên, hiến pháp cũng khôi phục chức vụ Thủ tướng với tư cách là người đứng đầu chính phủ. Trong cuộc tổng tuyển cử năm 1973 ở Zambia, cử tri chỉ có thể bỏ phiếu cho Kaunda do UNIP bảo trợ và lựa chọn duy nhất của họ là bỏ phiếu nếu họ chấp thuận hoặc từ chối ứng cử của ông.
Kaunda được bầu lại trong cuộc bầu cử cho đến năm 1991. Trong những năm 1980, áp lực gia tăng buộc lệnh cấm đa đảng phải được hủy bỏ. Sau các cuộc đàm phán với Phong trào Dân chủ Đa Đảng (MMD) vào năm 1990, Tổng thống Kaunda đã ký một bản sửa đổi hiến pháp hợp pháp hóa các đảng phái chính trị ngoài UNIP. Chức vụ Thủ tướng lại bị bãi bỏ và quyền hạn trở lại với Tổng thống. Trong cuộc tổng tuyển cử ở Zambian năm 1991, Kaunda bị Frederick Chiluba của MMD đánh bại và Frederick Chiluba lên nắm quyền. Kaunda đồng ý bàn giao chức vụ tổng thống một cách hòa bình, trở thành nhà lãnh đạo châu Phi thứ hai làm như vậy sau Mathieu Kérékou của Benin.
Năm 1996, Tổng thống Chiluba cáo buộc rằng các thành viên UNIP đang có âm mưu đảo chính và ban bố tình trạng khẩn cấp để bắt giữ các thành viên UNIP. Tuy nhiên, Tòa án Tối cao Zambia tuyên bố tuyên bố khẩn cấp không hợp lệ và dỡ bỏ tình trạng khẩn cấp và trả tự do cho những người bị bắt. Cuối năm đó, Chiluba sửa đổi hiến pháp quy định rằng chỉ những người có cha hoặc mẹ sinh ra ở Zambia hoặc Bắc Rhodesia mới có thể tranh cử Tổng thống. Sửa đổi này rõ ràng là nhằm mục đích ngăn Kaunda ứng cử Tổng thống một lần nữa vì cha mẹ của ông đã được sinh ra ở Nyasaland (Malaw) ngày nay).
Do giới hạn hai nhiệm kỳ trong hiến pháp, Levy Mwanawasa đã được Chiluba chọn làm ứng cử viên của MMD để kế nhiệm mình. Mwanawasa đã giành chiến thắng trong cuộc tổng tuyển cử năm 2001 ở Zambia nhưng chiến thắng của ông bị những đảng đối lập cáo buộc gian lận. Sau các tranh chấp pháp lý, Tòa án Tối cao cuối cùng đã ra phán quyết vào năm 2005 rằng mặc dù cuộc bầu cử có "sai sót", nhưng không có đủ sai sót để đảo ngược kết quả. Mwanawasa tái thắng cử vào năm 2006. Ông mất năm 2008 và được thay thế bởi Rupiah Banda. Trong cuộc tổng tuyển cử năm 2011 ở Zambia, Rupiah đã bị Michael Sata của Mặt trận Yêu nước (PF) đánh bại.
Sata qua đời vào năm 2014. Theo đó, Phó tổng thống Guy Scott đã trở thành tổng thống tạm quyền. Điều này khiến Scott trở thành nguyên thủ da trắng đầu tiên của một quốc gia châu Phi kể từ khi FW de Klerk của Nam Phi rời nhiệm sở năm 1994 sau khi chế độ phân biệt chủng tộc kết thúc. Tuy nhiên, vì cha mẹ của ông không được sinh ra ở Zambia, do hiến pháp, ông chỉ có quyền Tổng thống trong 90 ngày và không thể ứng cử. Tại cuộc bầu cử tổng thống Zambia năm 2015 , Edgar Lungu của PF đã thắng cử tổng thống và giữ chức vụ này một năm sau đó sau khi tổ chức một cuộc tổng tuyển cử sớm hơn dự định. Vào năm 2020, Lungu đã cố gắng thay đổi hiến pháp để cho phép Tổng thống thay đổi luật bầu cử và nắm quyền kiểm soát chính sách tiền tệ của Zambia. Tuy nhiên, dự luật số 10 gây tranh cãi đã thất bại sau khi Quốc hội Zambia không bỏ phiếu tán thành với đa số 2/3 theo quy định.

## Danh sách

### Đảng phái
- Đảng Độc lập Quốc gia Thống nhất (UNIP)
- Phong trào Dân chủ Đa Đảng (MMD)
- Mặt trận yêu nước (PF)
- Đảng thống nhất vì sự phát triển Quốc gia (UPND)

### Người giữ chức vụ
| Số thứ tự | Hình | Tên                            | Bầu                      | Nhiệm kì             | Nhiệm kì             | Nhiệm kì           | Đảng phái |
| Số thứ tự | Hình | Tên                            | Bầu                      | Bắt đầu              | Kết thúc             | Thời gian tại chức | Đảng phái |
| --------- | ---- | ------------------------------ | ------------------------ | -------------------- | -------------------- | ------------------ | --------- |
| 1         |      | Kenneth Kaunda (1924–2021)     | 1968 1973 1978 1983 1988 | 24 tháng 10 năm 1964 | 2 tháng 11 năm 1991  | 27 năm, 9 ngày     | UNIP      |
| 2         |      | Frederick Chiluba (1943–2011)  | 1991 1996                | 2 tháng 11 năm 1991  | 2 tháng 2 năm 2002   | 10 năm, 61 ngày    | MMD       |
| 3         |      | Levy Mwanawasa (1948–2008)     | 2001 2006                | 2 tháng 1 năm 2002   | 19 tháng 8 năm 2008  | 6 năm, 230 ngày    | MMD       |
| 4         |      | Rupiah Banda (sinh 1937)       | 2008                     | 19 tháng 8 năm 2008  | 23 tháng 9 năm 2011  | 3 năm, 35 ngày     | MMD       |
| 5         |      | Michael Sata (1937–2014)       | 2011                     | 23 tháng 9 năm 2011  | 28 tháng 10 năm 2014 | 3 năm, 35 ngày     | PF        |
| Quyền     |      | Guy Scott (sinh 1944)          | —                        | 28 tháng 10 năm 2014 | 25 tháng 1 năm 2015  | 89 ngày            | PF        |
| 6         |      | Edgar Lungu (sinh 1956)        | 2015 2016                | 25 tháng 1 năm 2015  | 24 tháng 8 năm 2021  | 6 năm, 211 ngày    | PF        |
| 7         |      | Hakainde Hichilema (sinh 1962) | 2021                     | 24 tháng 8 năm 2021  | Đương nhiệm          | 3 năm, 213 ngày    | UPND      |